# Ulrichskirchen-Schleinbach
Ulrichskirchen-Schleinbach là một thị xã thuộc huyện Mistelbach trong bang Niederösterreich.